# The U-Men
The U-Men waren eine Grungeband aus Seattle, Washington. Die Band war einer der Vorreiter des Grunge und gehörte Mitte der 1980er Jahre neben Green River und Soundgarden zum Kern der Szene in Seattle.

## Geschichte
Tom Price (Gitarre) und Charlie „Chaz“ Ryan (Schlagzeug) gründeten zusammen mit Robin Buchan (Bass) und John Bigley (Gesang) 1981 die Band. Bereits nach einem Jahr verließ Buchan die Band und wurde von Jim Tillman ersetzt. In dieser Besetzung nahm sie 1984 ihre erste EP U-Men auf. Im Jahr 1987 veröffentlichte sie ihre Single Solid Action, nach der Tillman die Band verließ, da die Band nicht erfolgreich genug war. Jim wurde für das erste Album Step on a Bug durch Tom Hazelmyer ersetzt. Das Album wurde 1988 veröffentlicht und kurze Zeit später löste sich die Band auf.

## Diskografie

### Alben
- 1988: Step on a Bug (Black Label Records)

### Singles und EPs
- 1984: U-Men (Bombshelter Records)
- 1985: Stop Spinning (Homestead Records)
- 1987: Solid Action / Dig It a Hole (Black Label Records)
- 1988: Freezebomb / That's Wild About Jack (Amphetamine Reptile)